# Theobald Dillon
Theobald Dillon, 7e vicomte Dillon de Costello-Gallin (mort en 1691) est un partisan du roi Jacques II et participe en 1691 à la Guerre williamite. Il est remplacé par le 8e vicomte le 20 juin 1694.

## Politique
Dans les années 1680, il est lieutenant-colonel dans un régiment des gardes. Il lève le Régiment de Dillon en 1688 en faveur de Jacques II, qui combat en Irlande. Il est un Catholique Romain, membre de la Chambre des lords irlandaise et du Parlement patriote de 1689, et est tué à la Bataille d'Aughrim en 1691. Avant le traité de Limerick en 1691, le régiment a navigué à la France et devient une partie de la Brigade irlandaise qui sert les rois de France de 1690 à 1792.

## Famille
Il épouse Marie, fille de Sir Henry Talbot de Templeogue et du Mont Talbot dans le Comté de Roscommon, qui est également mis hors la loi en 1691. Il est tué pendant le siège de Limerick en 1690. Ils ont :
- Henry (1668-1714), 8e vicomte et père du 9e vicomte.
- Arthur, père du 10e et du 11e vicomte Dillon.